# 974
974 (CMLXXIV) je bilo navadno leto, ki se je po julijanskem koledarju začelo na četrtek.

## Dogodki
- 1. januar

## Rojstva
- sv. Bruno iz Querfurta, nemški misijonar († 1009)